# Municipio de La Moille
El municipio de La Moille (en inglés: La Moille Township) es un municipio ubicado en el condado de Bureau en el estado estadounidense de Illinois. En el año 2010 tenía una población de 1122 habitantes y una densidad poblacional de 11,5 personas por km².

## Geografía
Según la Oficina del Censo de los Estados Unidos, el municipio tiene una superficie total de 97.61 km², de la cual 97,58 km² corresponden a tierra firme y (0,03 %) 0,03 km² es agua.

## Demografía
Según el censo de 2010, había 1122 personas residiendo en el municipio de La Moille. La densidad de población era de 11,5 hab./km². De los 1122 habitantes, el municipio de La Moille estaba compuesto por el 97,06 % blancos, el 0,36 % eran afroamericanos, el 0,53 % eran de otras razas y el 2,05 % eran de una mezcla de razas. Del total de la población el 2,67 % eran hispanos o latinos de cualquier raza.